# Gian Carlo Venturini
Gian Carlo Venturini (Città di San Marino, 25 febbraio 1962) è un politico sammarinese; è stato per due volte uno dei Capitani Reggenti, la prima con Maurizio Rattini dal 1º ottobre 1996 al 1º aprile 1997 e la seconda volta con Marco Nicolini dal 1º aprile al 1º ottobre 2021. Attualmente ricopre, per un secondo mandato consecutivo, il ruolo di Segretario politico del PDCS.

## Biografia
Nato nella Città di San Marino, Venturini ha conseguito il diploma di tecnico di laboratorio presso l'Università degli Studi di Urbino nel 1984, ed è dipendente dell'istituto per la previdenza sociale.
È membro della Democrazia Cristiana Sammarinese dal 1986 e ha ricoperto la carica di vicesegretario dal 1997 all'aprile 2002 e successivamente da marzo 2007 a dicembre 2008.
Dal 1989 al 1991 ha ricoperto la carica di Capitano di Borgo Maggiore e nel 1993 è stato eletto membro del Consiglio Grande e Generale; è stato poi riconfermato alle elezioni politiche del 1998, 2001, 2006, 2008 e le ultime del 2012.
Ha ricoperto la carica di Capitano reggente della Repubblica di San Marino nel semestre dal 1º ottobre 1996 al 1º aprile 1997. Negli ultimi anni è stato anche membro di varie commissioni del consiglio permanente, del Consiglio dei XII e della commissione urbanistica, ora commissione per le politiche territoriali.
È stato membro del Congresso di Stato nel 2002 come Segretario di Stato per la salute e la previdenza sociale, dal dicembre 2002 come Segretario di Stato per il lavoro e la cooperazione, poi da dicembre 2003 a giugno 2006 Segretario di Stato per il territorio e l'ambiente, agricoltura e rapporti con l'AASP.
Dal 3 dicembre 2008, per la XXVII legislatura, è stato nominato Segretario di Stato per il territorio e l'ambiente, l'agricoltura e i rapporti con l'AASP.
Da luglio 2012 gli è stata conferita ad interim la delega giustizia e rapporti con le Giunte di Castello. Dal 5 dicembre 2012, per la XXVIII legislatura, è stato nominato Segretario di Stato per gli affari interni, la pubblica amministrazione, la giustizia e i rapporti con i Consigli di Castello.
Segretario Politico del Partito Democratico Cristiano Sammarinese dal 2017 e tuttora in carica per il secondo mandato.